# Должанка (Одесская область)
Должанка (укр. Довжанка) — село, относится к Подольскому району Одесской области Украины.
Население по переписи 2001 года составляло 867 человек. Почтовый индекс — 67930. Телефонный код — 4861. Занимает площадь 2,03 км². Код КОАТУУ — 5123181301.

## История
В 1945 г. Указом ПВС УССР село Тисколунг переименовано в Должанку.

## Местный совет
67930, Одесская обл., Подольский р-н, с. Должанка